# Kıvanç Salihoğlu
Kıvanç Salihoğlu (* 6. Januar 1993 in Trabzon) ist ein türkischer Fußballspieler. Er spielt vornehmlich im Sturm, kann aber auch als Flügelspieler eingesetzt werden.

## Karriere
Salihoğlu wurde beim sechsmaligen Meister Trabzonspor ausgebildet, 2011 wurde er in die Profimannschaft übernommen, jedoch sogleich an Van BB verliehen, um Erfahrung zu sammeln. Er bestritt hier 20 Partien und nach Ende der Leihfrist wechselte er ablösefrei zu  Çorum Belediyespor, wo er weitere 27 Begegnungen spielte. 2015 wurde er von Kızılcabölükspor verpflichtet, wo er auf Anhieb Stammspieler wurde. Zu seinen denkwürdigsten Spielen bei Kızılcabölük gehören zum einen sein Doppelpack innerhalb von sechs Minuten bei einem 3:2-Sieg gegen Kozan Belediyespor am 18. Spieltag der Viertliga-Saison 2015/16 und zum anderen seine beiden Tore gegen Gölbaşıspor bei einem 2:2-Unentschieden. Er wechselte am 1. Juli 2017 Drittligisten Tuzlaspor und verließ den Verein nach 23 Einsätzen wieder, danach war er circa zwei Monate ohne Verein, bis ihn schließlich der Istanbuler Traditionsklub Eyüpspor verpflichtete.